# NET ID
Net ID es la identificación de la RED, es una dirección IP (IPv4), son los octetos situados al principio de la dirección del Host que identifica una máquina en una red.

## Composición de una red IP V4
Valores por defecto para los diferentes tipos de RED (IPs privadas):
- CLASE A: (10.0.0.0 a 10.255.255.255) Máscara: 255.0.0.0

El primer octeto Ej: 10.0.0.1 / NET ID = 10
- CLASE B: (172.16.0.0 a 172.31.255.255) Máscara: 255.255.0.0

Dos primeros octetos Ej: 172.16.0.1, NET ID = 172.16
- CLASE C: (192.168.0.0 a 192.168.255.255) Máscara: 255.255.255.0

Los tres primeros octetos Ej: 192.168.0.1, Net ID = 192.168.0
Valores por defecto para los diferentes tipos de RED (IPs públicas):
- CLASE A: (0 – 127, 127 – Dirección de LoopBack) Máscara: 255.0.0.0; Ejemplo: 11.0.0.0

- CLASE B: (128 – 191) Máscara: 255.255.0.0; Ejemplo: 172.15.0.0

- CLASE C: (192 – 223) Máscara: 255.255.255.0; Ejemplo: 192.25.18.0

- Datos: Q3334353